# Kasachische Börse
Die Kasachische Börse (Marktidentifikationscode XKAZ) (englisch Kazakhstan Stock Exchange (KASE), kasachisch Қазақстан қор биржасы Qasaqstan qor birschassy, russisch Казахстанская фондовая биржа Kasachstanskaja fondowaja birscha) ist eine Wertpapierbörse mit Sitz im kasachischen Almaty.

## Indizes
Der bedeutendste Leitindex der Kasachischen Börse ist der KASE Index, in dem die sieben größten Unternehmen des Landes gelistet sind.

## Geschichte
Am 17. November 1993 wurde die Kazakhstan Interbank Currency Exchange gegründet. Ein paar Jahre später wurde sie in Kasachische Börse umbenannt.

## Mitgliedschaften
Die Börse ist Mitglied in:
- World Federation of Exchanges[2]
- Sustainable Stock Exchanges Initiative